# Мунк, Кирстине
Кирстине Фрида Рюсбьерг Мунк (дат. Kirstine Frida Rysbjerg Munk, род. 2 февраля 1996, Фредериксберг) — датская профессиональная велогонщица, специализирующаяся на шоссейных и гравийных гонках, бронзовый призёр чемпионата Дании по шоссейному велоспорту в командной гонке (2022).

## Карьера
Кирстине выросла во Фредериксберге, где получила среднее образование в гимназии Аурехёй в 2015 году. Затем она получила высшее образование в Копенгагенском университете, продолжая развивать свою спортивную карьеру.

### Спортивная карьера
Кирстине начала свою соревновательную велогонку в клубе Nørrebro Cykleklub, где была активна до 2019 года. Затем она присоединилась к Amager Cykle Ring в 2020 году, а позже перешла в ABC Копенгаген, где соревновалась до середины 2022 года. Во второй половине 2022 года она выступала за команду Team Nyt Syn by Fialla при поддержке Extreme.
В 2023 году Кирстине присоединилась к ACR Women Elite, а затем подписала контракт с командой KDM-Pack Cycling Team на сезон 2024 года. Кроме того, в 2024 году она была связана с командой Willing Able Racing.

### Политическая карьера
С октября 2014 по июль 2015 года Кирстине Мунк была руководителем избирательной кампании кандидата на пост главы правительства Теиса Волструпа.
С апреля 2015 по сентябрь 2015 — член правления молодёжной организации Социалистической народной партии (СНП).
С июня 2016 по август 2017, будучи студентом бакалавриата Манчестерского университета, принимала участие в исследовании «Британские выборы» о Европейском референдуме.

### Волонтёрская деятельность
С февраля 2020 года Кирстине Мунк является соучредителем и членом группы по финансам и политике Ассоциации регенеративного сельского хозяйства.
С января 2022 года Кирстине Мунк является соучредителем и медиаменеджером коалиции «Кому принадлежит Земля», целью которой является создание публичного реестра сельскохозяйственных земель.
Кроме того, она создала организацию «Армия любви» для людей с трудными родительскими отношениями.

### Достижения

#### Шоссе
2019
3-я на Fri Bike Shop — Sønderborg løbet
2-я на Hydro løbet
2021
3-я на #HurtigJoakimLøbet 3.0: RETURN OF THE RACING Powered by Sydkysten Cycling
7-я на ABC Linjeløb
4-я на B-bikes — Greve CC SM Linjeløb
6-я на FBL Grand Prix Ejner Hessel og Segafredo
2-я на GripGrab Grand Prix — Nørrebro ck
2-я на Herning LØBET / 2. afd. CAMPIONE PINSE CUP
3-я на Hillerød CC Grand Prix
5-я на Randers — PRINCIPIA LØBET / 3. afd. CAMPIONE PINSE CUP
10-я на State Energy Race presented by OCC
2022
7-я на GP Ejner Hessel
6-я на Ordrup CC
Youth Tour:
3-я на 2-м этапе
9-я на 3-м этапе
9-я на 4-м этапе
8-я на 5-м этапе
8-я в генеральной классификации
Три дня на севере:
1-я на 1-м этапе
2-я на 2-м этапе
1-я на 3-м этапе
3-я на Frederiksberg EL løbet
3-я на GripGrab Grand Prix
Campione Pinse Cup:
7-я на этапе в Силькеборге
9-я на этапе в Раннерсе
10я на этапе в Хорсенсе
5-я в горной классификации велосипедной недели Раннерса
Чемпионат Зеландии:
3-я на индивидуальной гонке
6-я на групповой гонке
9-я на Hydro Løbet
3-я на Чемпионате Дании, командная гонка
6-я на B-Bikes — Greve CC SM Linjeløb
2-я на CC Hillerød Grand Prix
6-я на Fri Bike Shop — Sønderborg
10-я на Horsens — Demin Cup — UnoX Cup — Dame Cup
5-я на Integoløbet Hedensted, Чемпионат Ютландии в одиночном разряде
2-я на Meldgaardløbet — Rødekro Cykle Club
3-я на Sjællandsmesterskab Enkeltstart
9-я на Tønder ACR løbet
2023
8-я на #HurtigJoakimLøbet
8-я на Meldgaardløbet
8-я на GP Ejner Hessel
7-я на ABC Linjeløb
5-я на Frederiksberg EL løbet
4-я на CK Nordsjælland løb
6-я на Ordrup CC

#### Гравий
2023
6-я на Gravel Challenge Blaavands
6-я на Чемпионате Дании
9-я на The Gravel Series — 1 Afdeling
2025
9-я на UCI Gravel World Series WE — Blaavands Huk